# Ultima IX: Ascension
Ultima IX: Ascension é um jogo eletrônico de RPG desenvolvido pela Origin Systems e publicado pela Electronic Arts em 1999 para Windows. Ele é o nono e último título principal da série Ultima.
A história se passa após a fuga do Avatar de Pagan, onde ele é transportado de volta a Britannia para uma batalha final contra o Guardião, que está arruinando cada vez mais o tecido físico e moral dessa terra com o uso de oito colunas. O Avatar deve lutar para chegar às runas da virtude encontradas em cada uma das colunas, limpá-las nos santuários da Virtude e, em seguida, enfrentar o próprio Guardião.
O jogo foi recebido de forma mista pelos críticos, com críticas significativas sobre a falta de polimento e a desconsideração dos jogos anteriores da série, embora a jogabilidade tenha sido elogiada.